# Jacky Buchmann
Jacky Buchmann, właśc. Jacques Jean Henri Buchmann (ur. 5 marca 1932 w Kapellen, zm. 24 maja 2018) – belgijski i flamandzki polityk, przedsiębiorca oraz samorządowiec, parlamentarzysta, w latach 1985–1988 minister w rządzie federalnym.

## Życiorys
Z zawodu przedsiębiorca, był właścicielem firmy produkującej soczewki okularowe, którą przekształcił w Buchmann Optical Holding. Dołączył do partii flamandzkich liberałów, należał do Partii na rzecz Wolności i Postępu, przekształconej w 1992 w VLD. W latach 1974–1977 i 1978–1985 sprawował mandat posła do Izby Reprezentantów. Od 1985 do 1995 był członkiem federalnego Senatu. Od 1974 zasiadał w Cultuurraad, a od 1980 do 1995 w nowo powołanej Radzie Flamandzkiej. W 1970 został radnym rodzinnej miejscowości. Od pierwszej połowy lat 80. do 2001 pełnił funkcję burmistrza Kapellen.
W latach 1981–1985 był ministrem do spraw mieszkalnictwa w regionalnym gabinecie Gastona Geensa. Od listopada 1985 do maja 1988 sprawował urząd ministra klasy średniej w dwóch rządach Wilfrieda Martensa. Od 1990 do 2018 przewodniczył belgijskiej federacji jeździeckiej (KBRSF).